# Paladru
Paladru ist eine Ortschaft und eine Commune déléguée in der französischen Gemeinde Villages du Lac de Paladru mit 1.300 Einwohnern (Stand: 1. Januar 2022) im Département Isère in der Region Auvergne-Rhône-Alpes. Sie gehörte zum Arrondissement La Tour-du-Pin und zum Kanton Le Grand-Lemps.

## Geographie
Die frühere Gemeinde Paladru liegt etwa 64 Kilometer ostsüdöstlich von Lyon. Im südöstlichen Teil des Gebietes liegt der Lac de Paladru. Umgeben wird Paladru von den Nachbarorten Valencogne und Saint-Ondras im Norden, Charancieu im Nordosten, Montferrat im Osten sowie Le Pin im Süden.

## Geschichte
Mit Wirkung vom 1. Januar 2017 wurden die ehemaligen Gemeinden Paladru und Le Pin zur Commune nouvelle Villages-du-Lac-de-Paladru zusammengelegt.

## Bevölkerungsentwicklung
| Jahr                       | 1962 | 1968 | 1975 | 1982 | 1990 | 1999 | 2006 | 2013 |
| -------------------------- | ---- | ---- | ---- | ---- | ---- | ---- | ---- | ---- |
| Einwohner                  | 408  | 468  | 503  | 621  | 770  | 863  | 1002 | 1127 |
| Quellen: Cassini und INSEE |      |      |      |      |      |      |      |      |

## Sehenswürdigkeiten
- Kirche Saint-Michel
- Kirche Saint-Pierre  im Ortsteil Saint-Pierre-de-Paladru
- Kapelle Notre-Dame im Ortsteil Les Trois-Croix

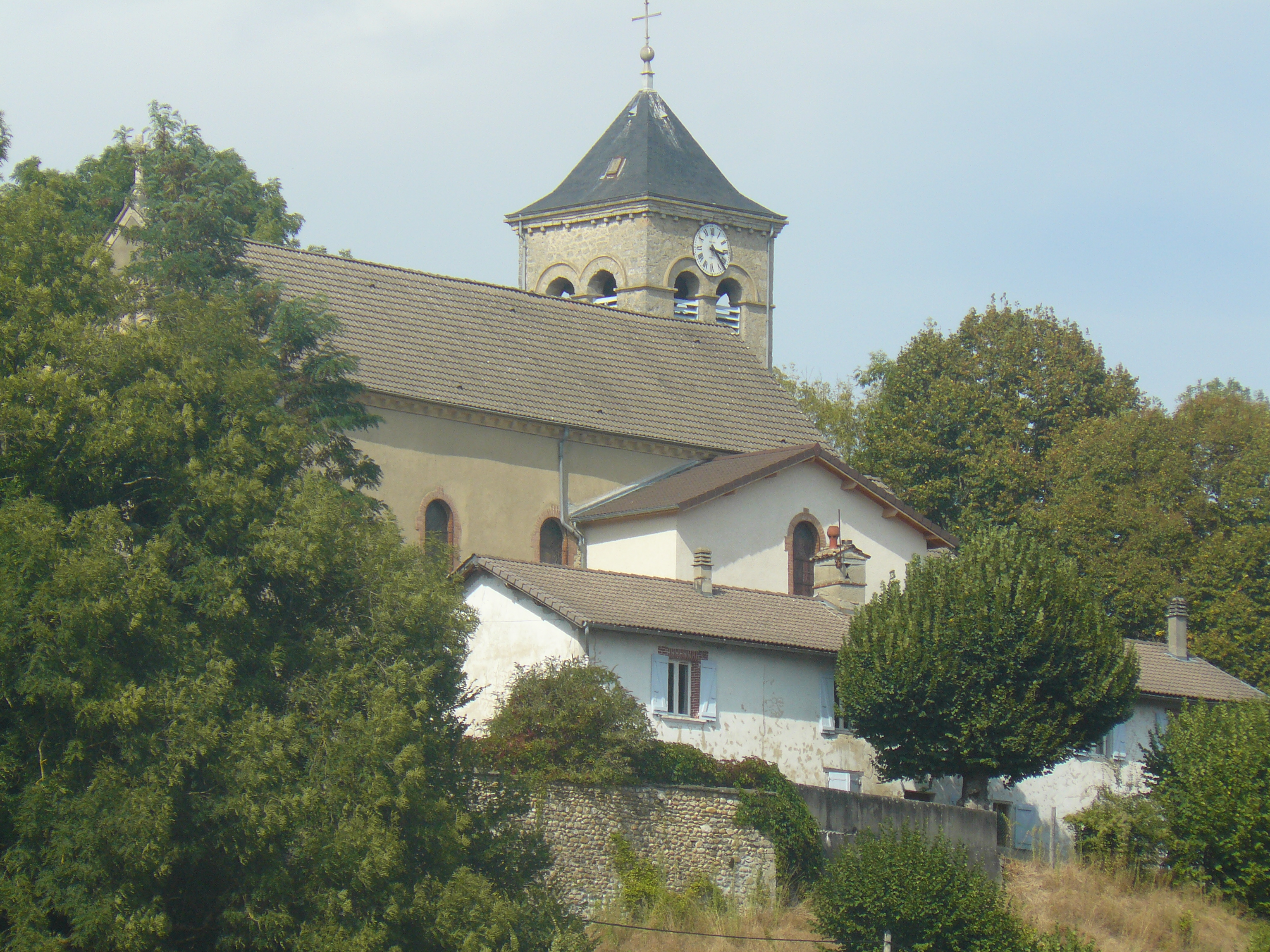
Kirche Saint-Michel

- Schloss Marinière
- Alte Burg aus dem 13. Jahrhundert

## Partnerschaft
Mit der italienischen Gemeinde Neive in der Provinz Cuneo (Piemont) besteht seit 2002 eine Partnerschaft.